# 北京新报
《北京新报》，中华人民共和国时政周报，2001年创刊，由《工人日报》主办，每期四开40版。
2003年6月6日，《北京新报》在23版文摘版转载了题为《中国的七个恶心》的网帖，后被举报至中共中央领导，中共中央领导作出批示，国家新闻出版总署认定其攻击社会主义政治制度，勒令停刊，相关负责人被处分。